# Hingham (hrabstwo Plymouth)
Hingham – jednostka osadnicza w Stanach Zjednoczonych, w stanie Massachusetts, w hrabstwie Plymouth.